# Joseph Thomas Ledée
Joseph Thomas Ledée, né le 4 octobre 1750 à Versailles et mort le 5 août 1823 à Paris, est un général français de la Révolution et de l’Empire.

## États de service
Il entre en service le 15 mars 1767, comme soldat dans le régiment de Normandie-infanterie, il passe dans les grenadiers le 11 septembre 1768, et il obtient son congé le 11 juillet 1773. 
Le 11 mai 1774, il se rengage au régiment Royal-dragons, il devient brigadier le 8 novembre 1775, maréchal des logis le 1er juillet 1778, et rejoint le 1er janvier 1786 le régiment de Noailles-dragons. Il est nommé sous-lieutenant le 11 mars 1792, lieutenant le 11 avril, et capitaine le 15 mai suivant. Le 28 août 1792, il est compris dans l’organisation des dragons de la République, et il obtient le grade de chef d’escadron en Vendée le 15 septembre 1792. 
En 1793, il est affecté à l’Armée des Pyrénées orientales, et il est nommé chef de brigade le 10 novembre 1793, au 26e régiment de cavalerie, il est licencié avec ce corps le 30 août 1794. 
Le 5 septembre 1795, il est mis à la suite du 17e régiment de dragons, et il fait en cette qualité la campagne de l’an IV en Italie, puis en tant que chef de brigade titulaire au 18e régiment de dragons le 17 janvier 1797. 
En mai 1798, il embarque pour la campagne d’Égypte, il participe à la bataille des Pyramides le 21 juillet 1798, et il revient en France en septembre 1801. Il est admis à la retraite le 29 décembre 1802.
Le 3 octobre 1803, il reprend du service comme commandant d’armes à Lodi, et il est fait officier de la Légion d’honneur le 15 juin 1804. Il commande successivement les places de Bologne, Zara, Raguse, Legnano Padoue et Ancône, et il est promu général de brigade commandant d’armes à Givet le 15 mai 1810. Le 26 janvier 1814, il est rappelé à Paris, pour recevoir un commandement actif dans la cavalerie.
Lors de la Première Restauration, il est fait chevalier de Saint-Louis le 17 janvier 1815, par le roi Louis XVIII.
Pendant les Cent-Jours, il ne sert pas et le 1er septembre 1815, il est admis à la retraite.
Il meurt le 5 août 1823 à Paris.

## Sources
- (en) « Generals Who Served in the French Army during the Period 1789 - 1814: Eberle to Exelmans »
- Thierry Pouliquen, « Les généraux français et étrangers ayant servis [sic] dans la Grande Armée » (consulté le 3 avril 2014)
- « Cote LH/1541/44 », base Léonore, ministère français de la Culture
- A. Lievyns, Jean Maurice Verdot, Pierre Bégat, Fastes de la Légion-d'honneur, biographie de tous les décorés accompagnée de l'histoire législative et réglementaire de l'ordre, volume 2, Bureau de l’administration, janvier 1844, 575 p. (lire en ligne), p. 545.
- (pl) « Napoléon.org.pl »